# El·lipurs
Els el·lipurs (Ellipura) són un clade d'artròpodes hexàpodes que agrupa els col·lèmbols i els proturs. La monofília del grup sembla ben establerta, ja que la polèmica sobre les relacions filogenètiques dels grups d'hexàpodes eren degudes bàsicament a la dubtosa posició dels diplurs, el qual està fora del grup.
El següent cladograma mostra la situació dels el·lipurs en el hexàpodes:
| Ellipura | \| \| Collembola \| \| \| \| \| \| Protura \| \| \| \| |
|          | \| \| Collembola \| \| \| \| \| \| Protura \| \| \| \| |
|          | Diplura                                                |
|          |                                                        |
|          | Insecta                                                |
|          |                                                        |
|          | Collembola                                             |
|          |                                                        |
|          | Protura                                                |
|          |                                                        |

|  | Collembola |
|  |            |
|  | Protura    |
|  |            |